# Georges Cochaux
Georges Cochaux (° Blandain 17 februari 1873, † Brussel, 3 december 1911) was als Belgische architect, in hoofdzaak actief te Brussel en in het bijzonder te Etterbeek.

## Biografie
Cochaux studeerde het vak architectuur te Schaarbeek, in de hogeschool voor kunst Sint-Lucas die opgericht was door de congregatie Broeders van de Christelijke Scholen.
Hij trad in het huwelijk met Jeanne Ségard en liet bij wijlen zijn echtgenote uit de schaduw treden door de vermelding van haar naam in zijn handtekening : sommige ontwerpen ondertekende hij met Cochaux-Ségard.
Tot 1905 werkte hij samen met zijn collega, Edmond Serneels, onder meer voor de constructie van de Sint-Antonius-van-Paduakerk te Etterbeek.
Georges Cochaux ontwierp gebouwen in de neogotische -, eclectische - en beaux-arts-stijl. Zijn oeuvre beperkte zich niet tot nieuwbouw : getuige daarvan was de restauratie van een aantal kerken in de provincie Brabant.
Hij stierf te Brussel op betrekkelijk jonge leeftijd, in de herfst van 1911 : enkele maanden voor zijn 39-ste verjaardag.

## Werken

### Beschermd erfgoed
- 1908: Etterbeek, Menapiërstraat 24-36. Appartementsgebouw met gelijkvloers en drie verdiepingen in eclectische stijl[1].
- 1909: Etterbeek, Stafhouder Braffortstraat 9-23. Woningen en handelshuizen in eclectisch stijl[1],[2].

### Andere werken
- 1898: Elsene, Washingtonstraat 38. Woning met vier bouwlagen en kelderverdieping in eclectische stijl.
- 1898: Brussel, Kruitmolenstraat 2-18, hoek met de Onze-Lieve-Vrouw van Vaakstraat 56-58. Groepsbebouwing : arbeiderswoningen met neogotische trapgevels.
- 1899: Sint-Joost-ten-Node, Joseph Dekeynstraat 50. Burgershuis in eclectische stijl met drie niveaus en kelderverdieping.
- 1899: Elsene, Kasteleinstraat 34-38. Bijzonder ensemble van drie woningen. Huisnummer 36 met vier niveaus onder puntgevel. Huisnummers 34 en 38 met drie niveaus en zolderverdieping.
- 1900: Brussel, Franklinstraat 132-134. Twee identieke woningen. Drie niveaus en kelderverdieping. Huisnummer 132 in 1920 verbouwd in beaux-arts-stijl.
- 1900: Brussel, Saint-Quentinstraat 45. Woning in eclectische stijl met twee bouwlagen, kelderverdieping en zolderverdieping.
- 1901: Brussel, Leysstraat 15-17. Twee herenhuizen in eclectische stijl.
- 1901: Brussel, Franklinstraat 116. Hoek met de Titiaanstraat. Woning in gele steen, in eclectische stijl met neo-Vlaamse renaissance-invloed. Drie niveaus en kelderverdieping.
- 1902: Schaarbeek, Voltairelaan 29. Burgershuis in eclectische stijl. Drie niveaus en kelderverdieping.
- 1903: Brussel, Murillostraat 17. Woning in eclectische stijl.
- 1903: Sint-Lambrechts-Woluwe, Henri Dietrichlaan 17. Burgershuis in eclectische stijl. Rode baksteen. Drie niveaus en zolderverdieping.
- 1904-1912: Basse-Wavre. Rue du Calvaire 4. Delen van het kleinseminarie. Ten dele (met medewerking van Jean De Raedt) post mortem verwezenlijkt.
- 1905: Ukkel, Montjoielaan. Collegegebouw voor het Katholiek Onderwijs.
- 1905-1910: Etterbeek, Sint-Antoonplein. Sint-Antonius-van-Paduakerk in neogotische stijl. Ontworpen door Edmond Serneels in samenwerking met Georges Cochaux. De toren werd slechts in 1935 gebouwd[3].
- 1906: Etterbeek, Trevierenstraat 16-18. Woningen.
- 1907: Etterbeek, Menapiërsstraat 40. Woning in eclectische stijl met twee bouwlagen, kelderverdieping en zolderverdieping[4].
- 1908: Brussel, Ursulinenstraat. Collegegebouw voor het Katholiek Onderwijs.
- 1908: Etterbeek, Trevierenstraat 1A. Woning in eclectische stijl met vier niveaus. Erker op de eerste - en balkon op de tweede verdieping.
- 1908-1914: Brussel, Urselinnenstraat 4. Priemstraat 46-52. Gebouwen van het Sint-Jan-Berchmanscollege.
- 1908-1909: Vilvoorde, Thaelstraat 5. Heilig Hartkerk. Neogotische zaalkerk[5].
- 1909: Peutie, Kerkstraat 14-16. Sint-Jozefsschool. In 1931 uitgebreid met een minder hoog opgetrokken deel.
- 1910: Etterbeek, Jachtlaan 195. Opbrengsthuis in beaux-arts-stijl. Vier niveaus. Balkon op de eerste en tweede verdieping[6].
- 1910: Elsene, Klauwaartslaan 27. Burgershuis in beaux-arts-stijl. Vier niveaus met balkon op de eerste, tweede en derde verdieping.
- 1912-1913: Chaumont-Gistoux. Ontwerp voor de restauratie van de Sint-Bavokerk. Restauratie post mortem uitgevoerd door architect Victor Degand naar de plans van Georges Cochaux.
- Provincie Brabant: restauratie van verscheidene kerken.
- ? : Schaarbeek, Notelaarsstraat 192.